# صراع الزمن (مسلسل)
صراع الزمن مسلسل سوري كوميدي من تأليف ممدوح حمادة وإخراج هشام شربتجي، وبطولة رفيق السبيعي، وهو من 29 حلقة، وإنتاج عام 2002.

## الأحداث
تدور أحداثه في أحد الأحياء الشامية، يروي بشكل كوميدي رحلة بحث البطل عن السيدة التي احبها ولم يصارحها بحبة منذ أكثر من 40 سنة ويبدأ بروئيتها في احلامه يوميا.

## الممثلون
شارك ببطولة مسلسل صراع الزمن عدد كبير من ممثلي الدراما السورية مثل:
1. صباح الجزائري
2. عبد الهادي الصباغ
3. نادين الخوري
4. عمر حجو
5. نجاح حفيظ
6. باسل خياط
7. رامي حنا
8. ندين تحسين بك
9. بشار إسماعيل
10. سلاف فواخرجي
11. سلافة معمار
12. ديما بياعة
13. إياد أبو الشامات
14. وائل رمضان
15. بسام لطفي
16. رداح رجب

المسلسل لم يعرض لأسباب مجهولة ولكنه موجود على موقع يوتيوب